# Musquodoboit Valley
Musquodoboit Valley är en dal i Kanada.   Den ligger i provinsen Nova Scotia, i den östra delen av landet, 1 000 km öster om huvudstaden Ottawa.
I omgivningarna runt Musquodoboit Valley växer i huvudsak blandskog. Runt Musquodoboit Valley är det mycket glesbefolkat, med 5 invånare per kvadratkilometer.